# Dancé (Orne)
Dancé település Franciaországban, Orne megyében. Lakosainak száma 349 fő (2018. január 1.). Dancé Verrières, Nogent-le-Rotrou, Berd’huis és Saint-Pierre-la-Bruyère községekkel határos.

## Népesség
A település népességének változása:
| Lakosok száma | 314  | 348  | 265  | 318  | 370  | 377  | 365  | 365  | 355  | 349  |
|               | 1962 | 1968 | 1975 | 1982 | 1990 | 2008 | 2013 | 2015 | 2017 | 2018 |